# Taquaritinga do Norte
Taquaritinga do Norte là một đô thị thuộc bang Pernambuco, Brasil. Đô thị này có diện tích 450,77 km², dân số năm 2007 là 21461 người, mật độ 47,61 người/km².